# Employee Self Service
Unter Employee Self Service (frei übersetzt: Mitarbeiter-Selbstbedienung, siehe auch Self-Service Technologies) versteht man ein web-basiertes Anwendungsprogramm oder eine mobile Anwendung, mit der Mitarbeiter eigene personalbezogene Daten selbst anlegen, anzeigen, ändern oder Genehmigungsprozesse starten können.
Durch den Zugriff der Mitarbeiter auf eigene Daten und Prozesse der Personalwirtschaft über das Intranet des eigenen Unternehmens werden Abläufe der Personalverwaltung vereinfacht, beschleunigt und vereinheitlicht, sowie Schnittstellen für Datenabfrage durch Behörden ermöglicht (Business to Authority - B2A). Mitarbeiter übernehmen Verantwortung für die Aktualität und Richtigkeit ihrer Daten. Da gewerbliche Mitarbeiter in der Regel keinen Zugriff auf einen PC am Arbeitsplatz haben, kann ein Kiosksystem diese Lücke schließen.
Die profitable Einführung des ESS ist aufgrund des großen Aufwandes der Implementierung laut einer Studie branchenunabhängig in jedem Fall erst ab Unternehmensgrößen von ca. 500–1.000 Mitarbeitern erreicht. Unternehmen in dieser Größenordnung in Nord- und Westeuropa verwenden in 27 % ein solches System. Häufiger kommt ESS in den USA (48 %) und Australien (55 %) zum Einsatz. Um auch kleinen und mittelständischen Unternehmen eine rentable und kostengünstige Arbeit mit einer „Employee Self Service“-Lösung zu ermöglichen, setzen zunehmend mehr Softwarehersteller auf das SaaS-Modell.
Nach Art und Umfang des Zugriffs auf die Daten werden beim ESS mehrere Stufen unterschieden:
- Informationsgewinnung von Unternehmens- und Mitarbeiterdaten, z. B. Telefonbuch der Firma, Stellenangebote, Informationen zu Betriebsvereinbarungen
- Informationsgewinnung von eigenen Personaldaten, z. B. Anzeige des Resturlaubs
- Datenverwaltung eigener Personaldaten, z. B. Änderung der Bankverbindung oder Adresse
- Start von Genehmigungsprozessen, z. B. Anmeldung bei Weiterbildungsmaßnahmen, Bestellung von Büromaterial, Abrechnung von Reisekosten oder Vorschlag für Entwicklungsziele

In den Anfängen des Employee Self Service wurde der Fokus hauptsächlich in der automatisierten Kommunikation der Mitarbeiter mit der Personalabteilung des Unternehmens gelegt. Die neuen Generationen des ESS geben Mitarbeitern die Möglichkeit zur Karriereplanung, Fertigkeitsentwicklung, Fortbildung, die Kontrolle über die Erreichung von Zielen und zur interaktiven Leistungserfassung.
Neben den Employee Self Services werden fast immer spezielle Manager Self Services (MSS) für Führungskräfte eingesetzt. Sowohl ESS als auch MSS spielen eine wichtige Rolle bei der Realisierung eines fortschrittlichen Service Delivery Modells im Rahmen von Shared Services.
Self Services können einen Mehrwert im Vergleich zum Kontakt mit einem HR-(Service-)Mitarbeiter bieten, z. B. durch die höhere zeitliche und örtliche Verfügbarkeit, Zeitersparnis und die Eigenständigkeit des Benutzers bei den Serviceprozessen.
Als Beispiele für ESS sind zu nennen:
- Erstellung und Abgabe eines Urlaub-Antrages,
- Erstellung und Änderung eines Reise-Antrages,
- Erstellung und Bearbeitung von Reisekostenabrechnungen,
- Änderung der eigenen Telefonnummer und anderen persönlichen Daten,
- Darstellung bzw. Anpassung privater Ereignisse wie Heirat oder Geburt eines Kindes,
- Eintragen der Arbeitszeiten,
- Anforderung eines Entgeltnachweises,
- Buchung oder Stornierung einer Schulung,
- Pflege eines Kandidatenprofils,
- Pflege eines Qualifikationsprofils,
- Suche von Mitarbeitern,
- Eingaben im Rahmen des jährlichen Mitarbeiterbeurteilungsprozesses etc.

Als Beispiele für Manager Self Services sind zu nennen:
- Überwachung von Arbeitszeiten
- Genehmigung von Reisen
- Talentmanagement (z. B. Mitarbeiterbeurteilung)
- Personalbedarfsplanung und Personalbeschaffung
- Berichtswesen

Bei den Daten, die durch MSS und ESS gepflegt werden, kann es Überschneidungen geben. Von Mitarbeitern wie Managern gleichermaßen gepflegt werden können beispielsweise:
- Überwachung von Arbeitszeiten,
- Berichtswesen,
- Personalbedarfsplanung und Personalbeschaffung

## Weiterführende Hinweise
- Wilhelm Schmeisser, Alois Clemont, Alfred Protz (Hrsg.): Personalinformationssysteme & Personalcontrolling. Verlag Luchterhand 1999, ISBN 978-3472036814.
- Blume, Patrick: 12 Missverständnisse zum Thema e-HR, in: CoPers e-HR Personalarbeit, 06/2003, S. 14–16
- Blume, Patrick; Speicher, Annette: Bewertung und Akzeptanz von e-HR, in: CoPers e-HR Personalarbeit, 06/2002, S. 18–23